# Ropalidia nigrofemorata
Ropalidia nigrofemorata är en getingart som först beskrevs av Cameron 1910.  Ropalidia nigrofemorata ingår i släktet Ropalidia och familjen getingar. Inga underarter finns listade i Catalogue of Life.